# ФКИ Левадия
«ФКИ Лева́дия» (эст. MTÜ SK FCI Levadia, «Спортивный клуб ФКИ Левадия») — эстонский футбольный клуб из города Таллина, выступающий в Премиум лиге. Десятикратный чемпион Эстонии и девятикратный обладатель кубка Эстонии.

## Прежние названия
- 22.10.1998 — ФК «Левадия» Маарду
- 29.12.2003 — 5.12.2017 — ФК «Левадия» Таллин
- С 6.12.2017 — ФКИ Левадия[2]

## История

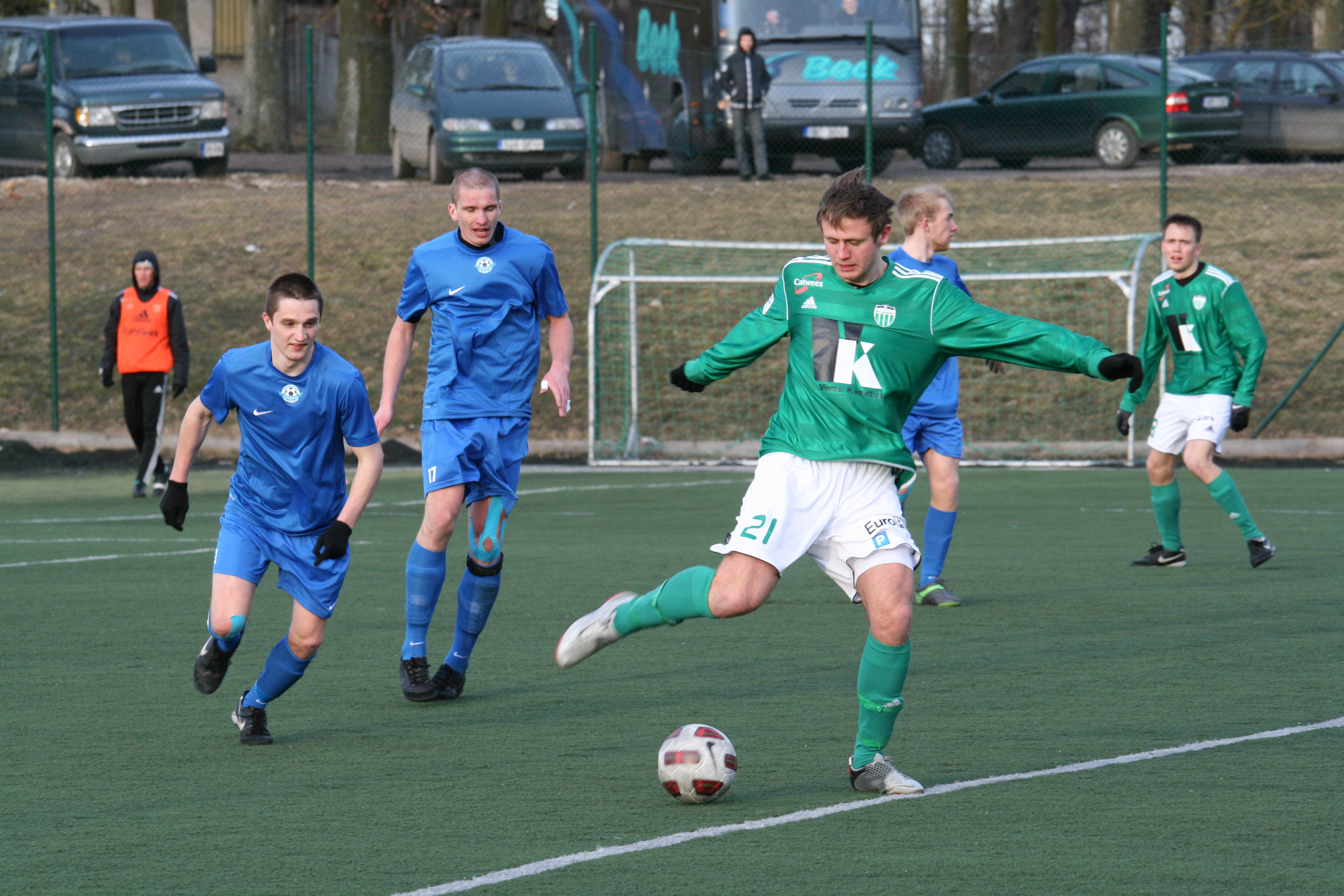
Игрок Левадии в 2012 году

Официально годом основания ФК «Левадия» считается 1999 год, когда фирма «Левадия», занимающаяся продажей металла, стала оказывать поддержку клубу первой лиги чемпионата Эстонии «Олимп» Маарду (эст. FK Olümp Maardu), основанному в 1991 году, завоевавшему по итогам сезона путёвку в Лигу мастеров. В честь названия генерального спонсора 22 октября 1999 года команда была переименована в «Левадию». С того времени вплоть до 2008 года президентом клуба являлся Виктор Левада. В 2008 году Виктора Леваду сменил Юрий Чурилкин.
Перед началом сезона 1999 года произошло слияние ФК «Левадия» и таллинского ФК «Таллинна Садам» (эст. JK Tallinna Sadam, «Таллинский порт»), основанного в 1991 году, двукратного обладателя Кубка Эстонии. Объединённая команда продолжила выступления под названием ФК «Левадия» Маарду.
В последующие два сезона 1999 и 2000 годов команда побеждала во всех внутренних турнирах, дважды выигрывала чемпионат, Кубок и Суперкубок Эстонии, а также дебютировала в Кубке УЕФА и отборочном раунде Лиги чемпионов.
В 1999 году был учреждён фарм-клуб «Левадии» — ФК «Маарду», который начал выступать в чемпионате Эстонии со второй лиги. Состав второй команды формировался, в основном, за счет молодых игроков. Однако, уже через два года ФК «Маарду» получил право начать сезон в Лиге мастеров, и в начале 2001 года был переименован в ФК «Левадия» Таллин. Кроме того, уже в 2002 году к двум «Левадиям» в Лиге мастеров присоединилась третья — ФК «Пярну Левадия» (эст. Pärnu FC Levadia), продержавшаяся там всего один сезон.
В 2002 году в финале Кубка Эстонии сошлись главная команда «Левадии» из Маарду и её фарм-клуб из Таллина. Победу со счётом 2:0 одержала молодёжная команда ФК «Левадия» Таллин. По итогам того сезона сразу две команды ФК «Левадия» получили право представлять Эстонию в еврокубках.
29 декабря 2003 года руководством клуба было принято решение отказаться от участия двух команд в Лиге мастеров. Главная команда ФК «Левадия» Маарду сменила место прописки и стала называться ФК «Левадия» Таллин, а фарм-клуб (получивший имя «Левадия II») опустился на один дивизион вниз. По итогам сезона «Левадия» сделала «золотой дубль», победив в чемпионате и кубке страны.
В дальнейшем клуб побеждал в Кубке Эстонии (2005, 2007), становился чемпионом (2006), стал постоянным участником европейских клубных турниров. Особого успеха ФК «Левадия» добилась в розыгрыше Кубка УЕФА 2006/07, пройдя два предварительных раунда и уступив лишь английскому «Ньюкасл Юнайтед» с общим счётом 1:3.
2013 год клубу принес восьмой чемпионский титул, который был завоеван досрочно и оформлен в игре против столичной команды «Инфонет».
В 2014 году в финале Кубка Эстонии со счётом 4:0 клуб обыграл команду «Сантос» Тарту из третьего дивизиона и стал восьмикратным обладателем трофея. В первом квалификационном раунде Лиги чемпионов эстонский клуб встречался с чемпионом Сан-Марино «Ла Фиорита». В первой игре «Левадия» выиграла со счётом 1:0, а в ответном матче разгромила соперника 7:0. Следующим соперником таллинцев стал чемпион Чехии «Спарта», первая игра прошла 15 июля в Праге, где «Левадия» проиграла со счётом 0:7. Ответная игра в Таллине закончилась 1:1.
В марте 2015 года команда завоевала Суперкубок Эстонии, со счётом 5:0 был вновь обыгран клуб «Сантос». В первом квалификационном раунде Лиги чемпионов 2015/16 «Левадия» встречалась с клубом из Северной Ирландии «Крузейдерс». Выездная игра в Белфасте закончилась со счётом 0:0, а домашняя 1:1. 7 ноября стало известно, что закончился контракт с Марко Кристалом, и на его место был назначен Сергей Ратников. В этот же день команда завоевала серебряные медали чемпионата Эстонии. В 1/8 финала Кубка Эстонии сезона 2015/16 команда проиграла «Калеву» Силламяэ 0:1.

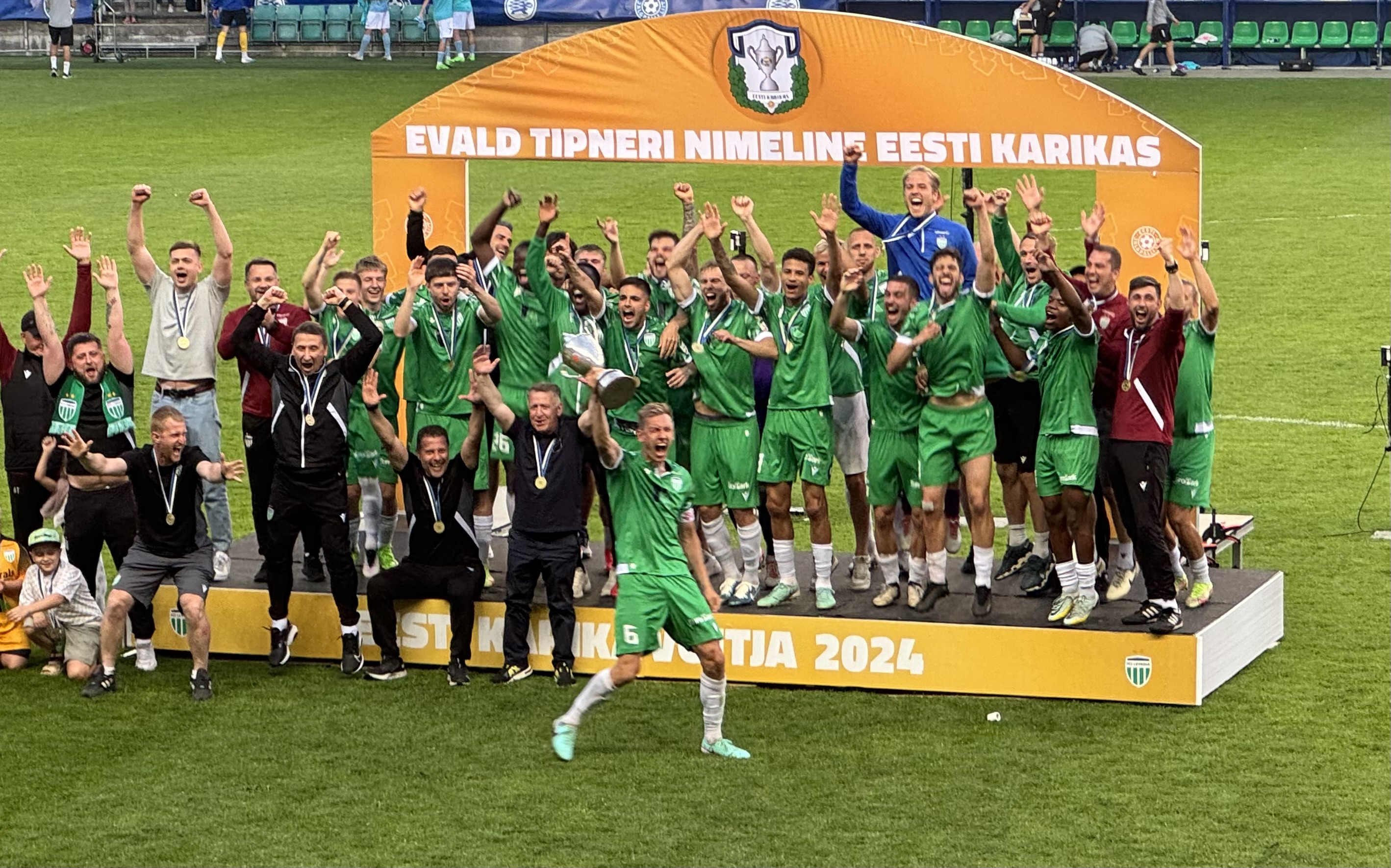
Обладатели Кубка Эстонии 2024

В июле 2016 года, невзирая на успешное выступление в квалификации Лиги Европы, Ратников был смещен с поста главного тренера команды. На его место был назначен ранее тренировавший команду Игорь Принс. В первом матче под его началом команда успешно сыграла в домашнем матче с чешской «Славией». В ответном матче «Левадия» уступила 0:2 и по сумме двух матчей закончила выступление в еврокубках.
Сезон 2017 года команда закончила на втором месте. После чего было объявлено об объединении клуба с другой столичной командой «ФКИ Таллинн». 6 ноября состоялась пресс-конференция президентов обоих клубов и стало известно, что через год исчезнет и футбольная школа «Инфонета». В сезоне 2018 года команду возглавил сербский специалист Александр Рогич. 5 декабря стало известно, что клуб теперь будет называться «ФКИ Левадия» (FCI Levadia).
23 февраля 2018 года команда выиграла Суперкубок Эстонии. 19 мая этого же года в финале Кубка Эстонии со счетом 1:0 команда одержала победу над «Флорой».
15 сентября 2019 года клуб расторгнул контракт с главным тренером Александром Рогич, а исполняющим обязанности стал Владимир Васильев. В конце сезона команда завоевала серебряные медали чемпионата Эстонии. 11 ноября этого же года стало известно, что главным тренером команды стал Мартин Рейм.

## Болельщики
Подавляющее большинство болельщиков команды являются представителями русскоязычной части населения Таллина.
Фан движение WGS (White Green Supporters) существует уже с 2008 года и поддерживает команду на всех домашних и гостевых матчах в Эстонии, так и Европе. Предшественниками WGS было объединение фанатов под названием «Maardu Ultras», существовавшее приблизительно в период с 2000 по 2004 год. Враги: «Флора».

## Тренерский штаб

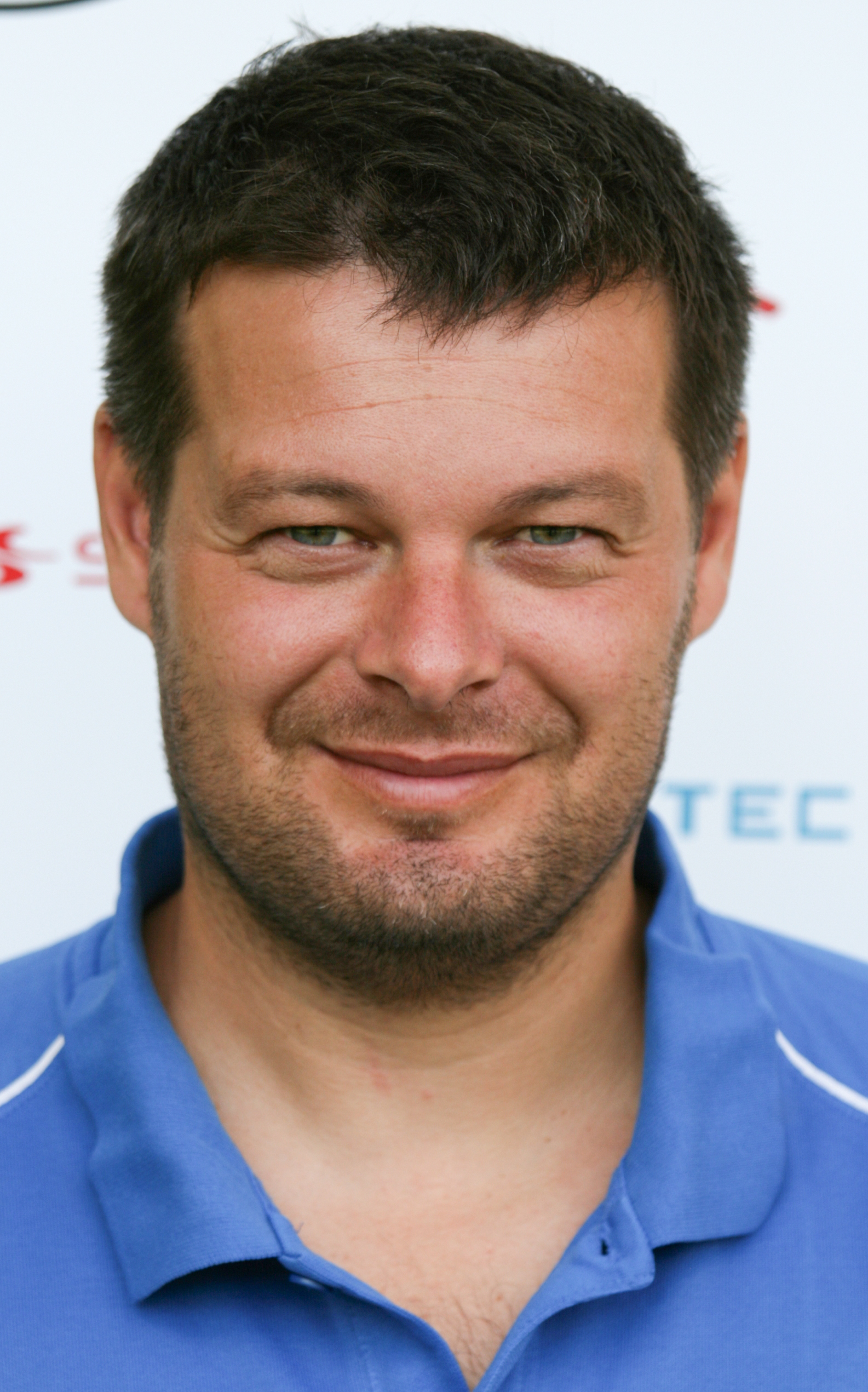
Марко Кристал

## Достижения
- Чемпионат Эстонии
- Чемпион (11): 1999, 2000, 2004, 2006, 2007, 2008, 2009, 2013, 2014, 2021, 2024
- Вице-чемпион (9): 2002, 2005, 2010, 2012, 2015, 2016, 2017, 2018, 2019
- Бронзовый призёр (3): 2001, 2003, 2020
- Кубок Эстонии (рекорд)
- Обладатель (10): 1999, 2000, 2004, 2005, 2007, 2010, 2012, 2014, 2018, 2021
- Финалист (1): 2002
- Суперкубок Эстонии
- Обладатель (7): 1999, 2000, 2001, 2010, 2013, 2015, 2018
- Финалист (9): 2002, 2004, 2005, 2007, 2008, 2009, 2011, 2014, 2019

## Выступления в еврокубках
| Сезон   | Турнир                | Раунд                         | Соперник         | Дома | В гостях  | Общий счёт |  |
| ------- | --------------------- | ----------------------------- | ---------------- | ---- | --------- | ---------- |  |
| 2002    | Кубок Интертото УЕФА  | Первый раунд                  | Униан Лейрия     | 1:2  | 3:0 (+:-) | 4:2        |  |
| 2002    | Кубок Интертото УЕФА  | Второй раунд                  | Цюрих            | 0:0  | 0:1       | 0:1        |  |
| 2003/04 | Кубок УЕФА            | Предварительный раунд         | Вартекс          | 1:3  | 2:3       | 3:6        |  |
| 2004/05 | Кубок УЕФА            | Первый отборочный раунд       | Богемиан         | 0:0  | 3:1       | 3:1        |  |
| 2004/05 | Кубок УЕФА            | Второй отборочный раунд       | Будё-Глимт       | 2:1  | 1:2       | 3:37:8     |  |
| 2005/06 | Лига чемпионов УЕФА   | Первый квалификационный раунд | Динамо (Тбилиси) | 1:0  | 0:2       | 1:2        |  |
| 2006/07 | Кубок УЕФА            | Первый отборочный раунд       | Хака             | 2:0  | 0:1       | 2:1        |  |
| 2006/07 | Кубок УЕФА            | Второй отборочный раунд       | Твенте           | 1:0  | 1:1       | 2:1        |  |
| 2006/07 | Кубок УЕФА            | Первый раунд                  | Ньюкасл Юнайтед  | 0:1  | 1:2       | 1:3        |  |
| 2007/08 | Лига чемпионов УЕФА   | Первый квалификационный раунд | Победа           | 0:0  | 1:0       | 1:0        |  |
| 2007/08 | Лига чемпионов УЕФА   | Второй квалификационный раунд | Црвена звезда    | 2:1  | 0:1       | 2:2(г)     |  |
| 2008/09 | Лига чемпионов УЕФА   | Первый квалификационный раунд | Дроэда Юнайтед   | 0:1  | 1:2       | 1:3        |  |
| 2009/10 | Лига чемпионов УЕФА   | Второй квалификационный раунд | Висла (Краков)   | 1:0  | 1:1       | 2:1        |  |
| 2009/10 | Лига чемпионов УЕФА   | Третий квалификационный раунд | Дебрецен         | 0:1  | 0:1       | 0:2        |  |
| 2009/10 | Лига Европы УЕФА      | Раунд плей-офф                | Галатасарай      | 1:1  | 0:5       | 1:6        |  |
| 2010/11 | Лига чемпионов УЕФА   | Второй квалификационный раунд | Дебрецен         | 1:1  | 2:3       | 3:4        |  |
| 2011/12 | Лига Европы УЕФА      | Второй квалификационный раунд | Дифферданж 03    | 0:1  | 0:0       | 0:1        |  |
| 2012/13 | Лига Европы УЕФА      | Первый квалификационный раунд | Шяуляй           | 1:0  | 1:2       | 2:2(г)     |  |
| 2012/13 | Лига Европы УЕФА      | Второй квалификационный раунд | Анортосис        | 1:3  | 0:3       | 1:6        |  |
| 2013/14 | Лига Европы УЕФА      | Первый квалификационный раунд | Бала Таун        | 3:1  | 0:1       | 3:2        |  |
| 2013/14 | Лига Европы УЕФА      | Второй квалификационный раунд | Пандурий         | 0:0  | 0:4       | 0:4        |  |
| 2014/15 | Лига чемпионов УЕФА   | Первый квалификационный раунд | Ла Фиорита       | 7:0  | 1:0       | 8:0        |  |
| 2014/15 | Лига чемпионов УЕФА   | Второй квалификационный раунд | Спарта (Прага)   | 1:1  | 0:7       | 1:8        |  |
| 2015/16 | Лига чемпионов УЕФА   | Первый квалификационный раунд | Крузейдерс       | 1:1  | 0:0       | 1:1(г)     |  |
| 2016/17 | Лига Европы УЕФА      | Первый квалификационный раунд | ХБ Торсхавн      | 1:1  | 2:0       | 3:1        |  |
| 2016/17 | Лига Европы УЕФА      | Второй квалификационный раунд | Славия (Прага)   | 3:1  | 0:2       | 3:3(г)     |  |
| 2017/18 | Лига Европы УЕФА      | Первый квалификационный раунд | Корк Сити        | 0:2  | 1:4       | 1:6        |  |
| 2018/19 | Лига Европы УЕФА      | Первый квалификационный раунд | Дандолк          | 0:1  | 1:2       | 1:3        |  |
| 2019/20 | Лига Европы УЕФА      | Первый квалификационный раунд | Стьярнан         | 3:2  | 1:2       | 4:4(г)     |  |
| 2020/21 | Лига Европы УЕФА      | Первый квалификационный раунд | Б36 Торсхавн     | -    | 3:4       | 3:4        |  |
| 2021/22 | Лига конференций УЕФА | Первый квалификационный раунд | Сент-Джозефс     | 3:1  | 1:1       | 4:2        |  |
| 2021/22 | Лига конференций УЕФА | Второй квалификационный раунд | Дандолк          |      |           |            |  |

## Главные тренеры
| Тренер                        | Гражданство    | Начало           | Конец            |
| ----------------------------- | -------------- | ---------------- | ---------------- |
| Сергей Ратников               | Эстония        | 1999             | 2000             |
| Антс Коммуссаар               | Эстония        | 2000             | 2000             |
| Эдуард Вырк                   | Эстония        | 2000             | 2000             |
| Валерий Бондаренко            | Эстония        | 2001             | 2001             |
| Паси Раутиайнен               | Финляндия      | 2002             | 2002             |
| Франко Панчери                | Италия         | 2002             | 2002             |
| Тармо Рюютли                  | Эстония        | 2003             | 2008             |
| Игорь Принс                   | Эстония        | 2008             | 2010             |
| Александр Пуштов              | Россия         | 2010             | 2011             |
| Марко Кристал                 | Эстония        | 2011             | 7 ноября 2015    |
| Сергей Ратников               | Эстония        | 8 ноября 2015    | Июль 2016        |
| Игорь Принс                   | Эстония        | 11 июля 2016     | 5 ноября 2017    |
| Александр Рогич               | Сербия         | 6 ноября 2017    | 15 сентября 2019 |
| Владимир Васильев             | Эстония        | 16 сентября 2019 | 10 ноября 2019   |
| Мартин Рейм                   | Эстония        | 11 ноября 2019   | 10 июля 2020     |
| Владимир Васильев             | Эстония        | 11 июля 2020     | 31 декабря 2020  |
| Владимир Васильев Марко Савич | Эстония Сербия | 1 января 2021    | 2 июля 2022      |
| Иван Стойкович                | Сербия         | 3 июля 2022      | 12 сентября 2022 |
| Максим Калиниченко            | Украина        | 12 сентября 2022 | 22 сентября 2022 |
| Никита Андреев                | Эстония        | 22 сентября 2022 | 30 ноября 2022   |
| Курро Торрес                  | Испания        | 1 декабря 2022   | н.в.             |